# Téliré
Téliré est une ville et une sous-préfecture de la préfecture de Mali dans la Région de Labé au nord de la Guinée.

## Histoire

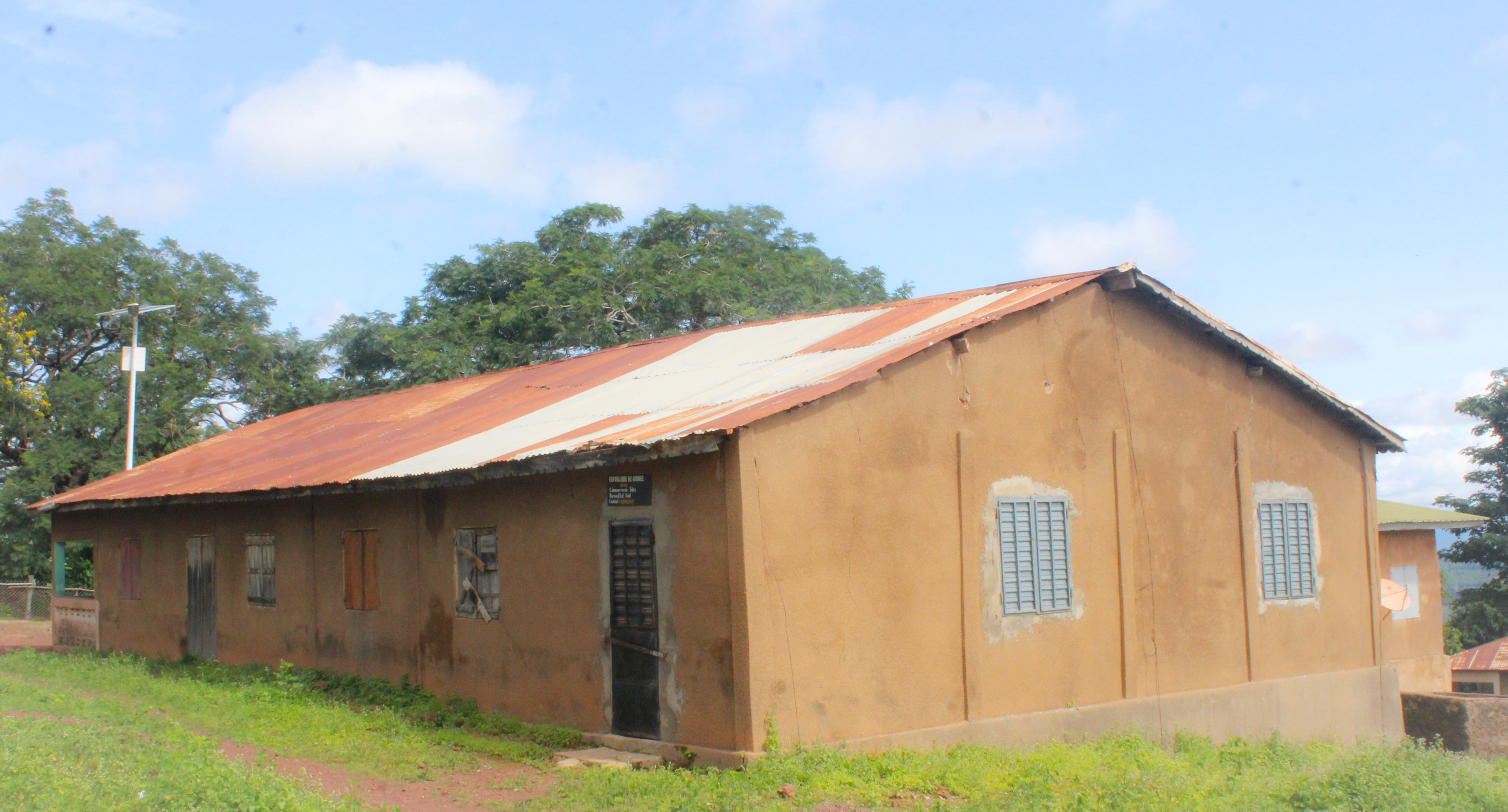
Bâtiment pénitentiaire de Téliré en 2020

## Éducation
Le centre a une école primaire et un collège et un lycée.

## Agriculture
Téliré a deux plantations modernes de café et d'anacarde de 6 hectares et une plantation d'orange à bagnan (Kambaya) , d'anacarde et des pépinières à Daresalam.
L’agriculture comprend la culture du maïs, fonio, riz, manioc, arachide, etc.

## Climat et Végétation

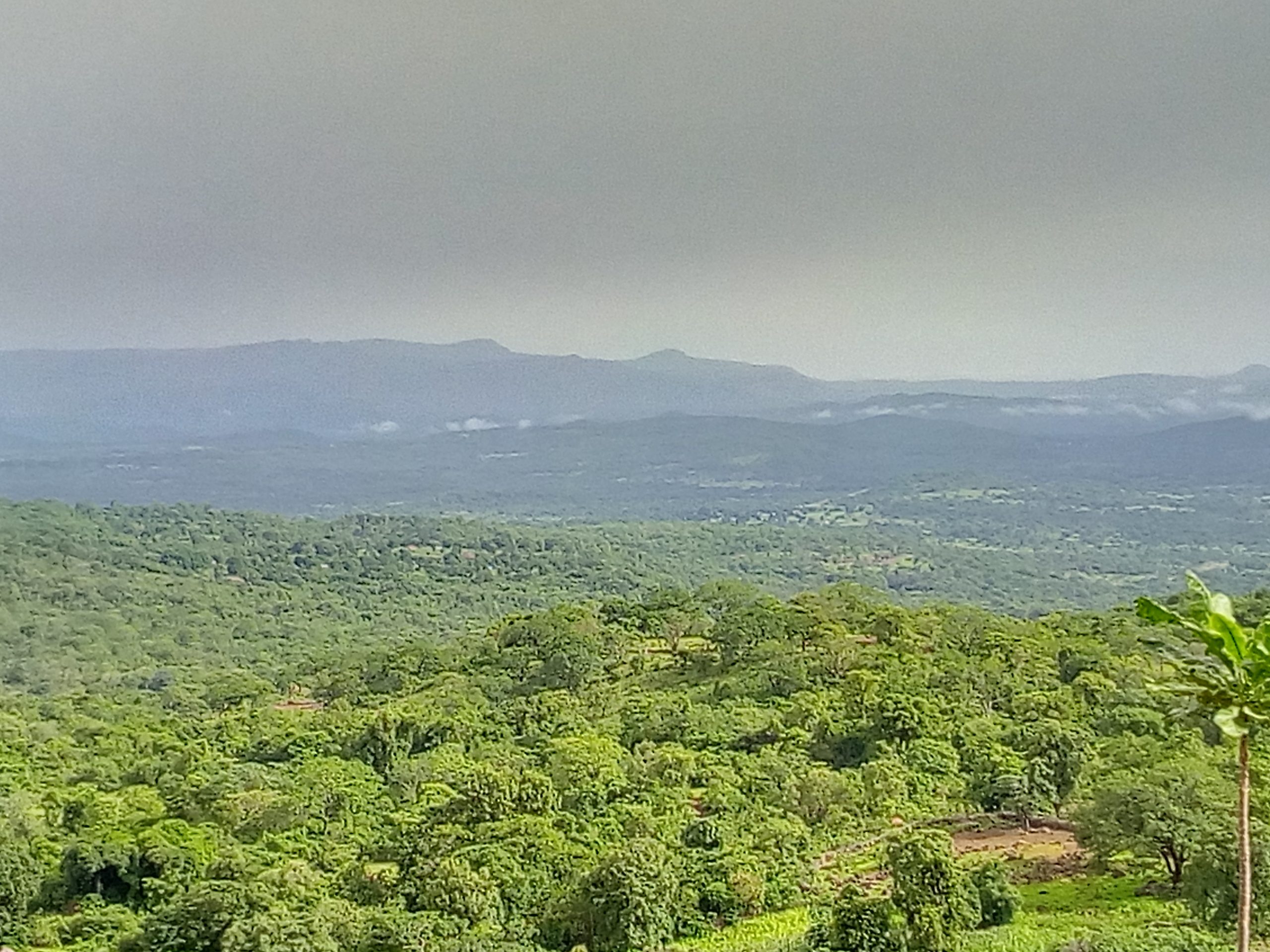

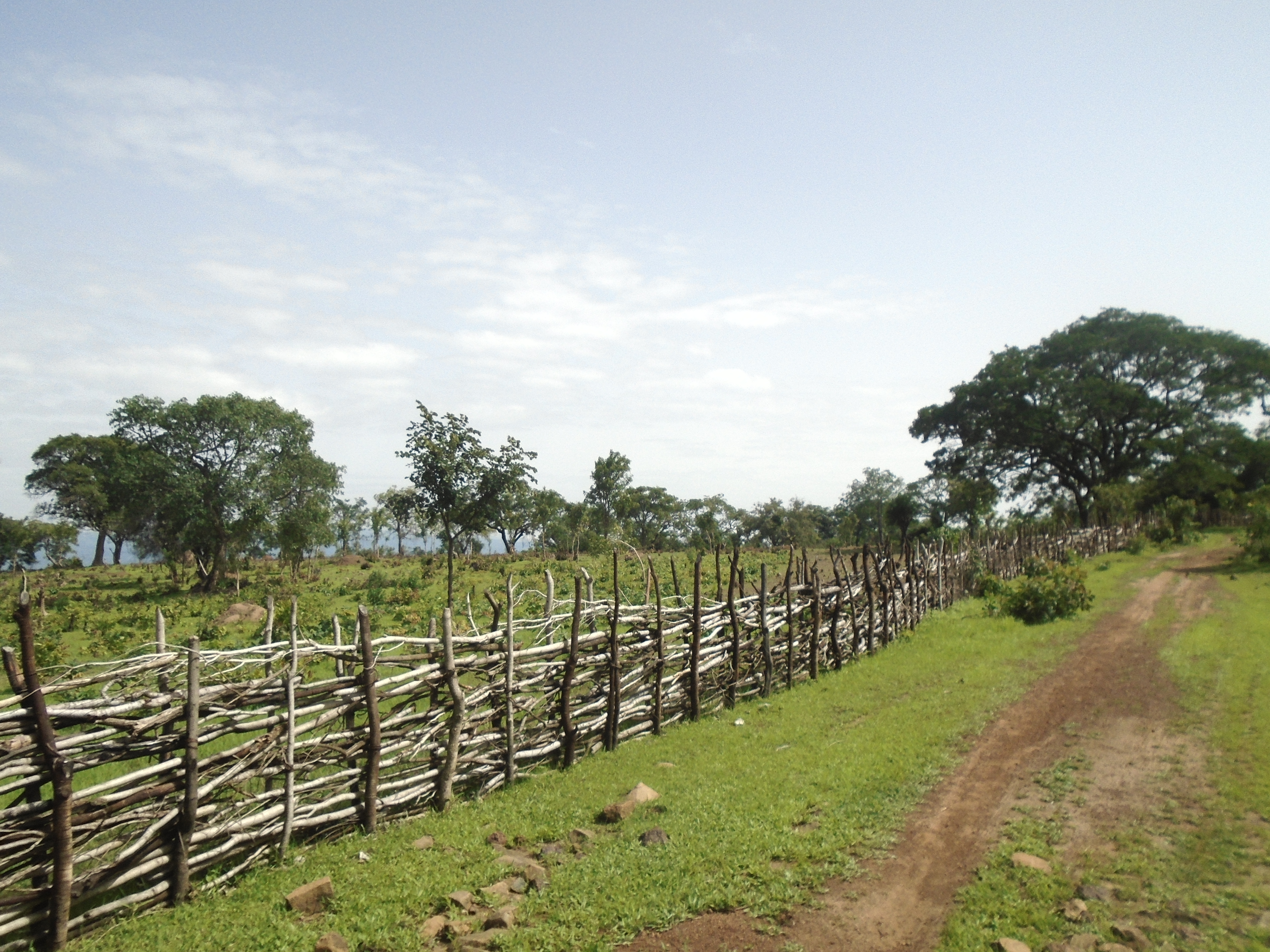
Cour d'un champ à Singuely

Le climat est caractérisé par l’alternance de deux saisons distinctes, la saison des pluies qui s’étend de mai à octobre, et la saison sèche de novembre à avril. La température moyenne varie entre 16,3 °C et 21,1 °C. Parfois on enregistre des températures journalières de 30 °C. Un brouillard épais devenu légendaire par son opacité apporte sa note saisonnière.
Daresalam connais un elevage moderne avec des cheptels.

## Élevage
Le cheptel de la sous-préfecture se compose de bovins, ovins, caprins et volailles. Malgré la sédentarisation et les opportunités naturelles, l’élevage pratiqué est extensif, et le tatouage est généralement appliqué pour l’identification des bœufs, ceci en vue d’empêcher le vol du bétail.
L'exportation des bétails entre les sous-préfecture est soumis à des contrôles.

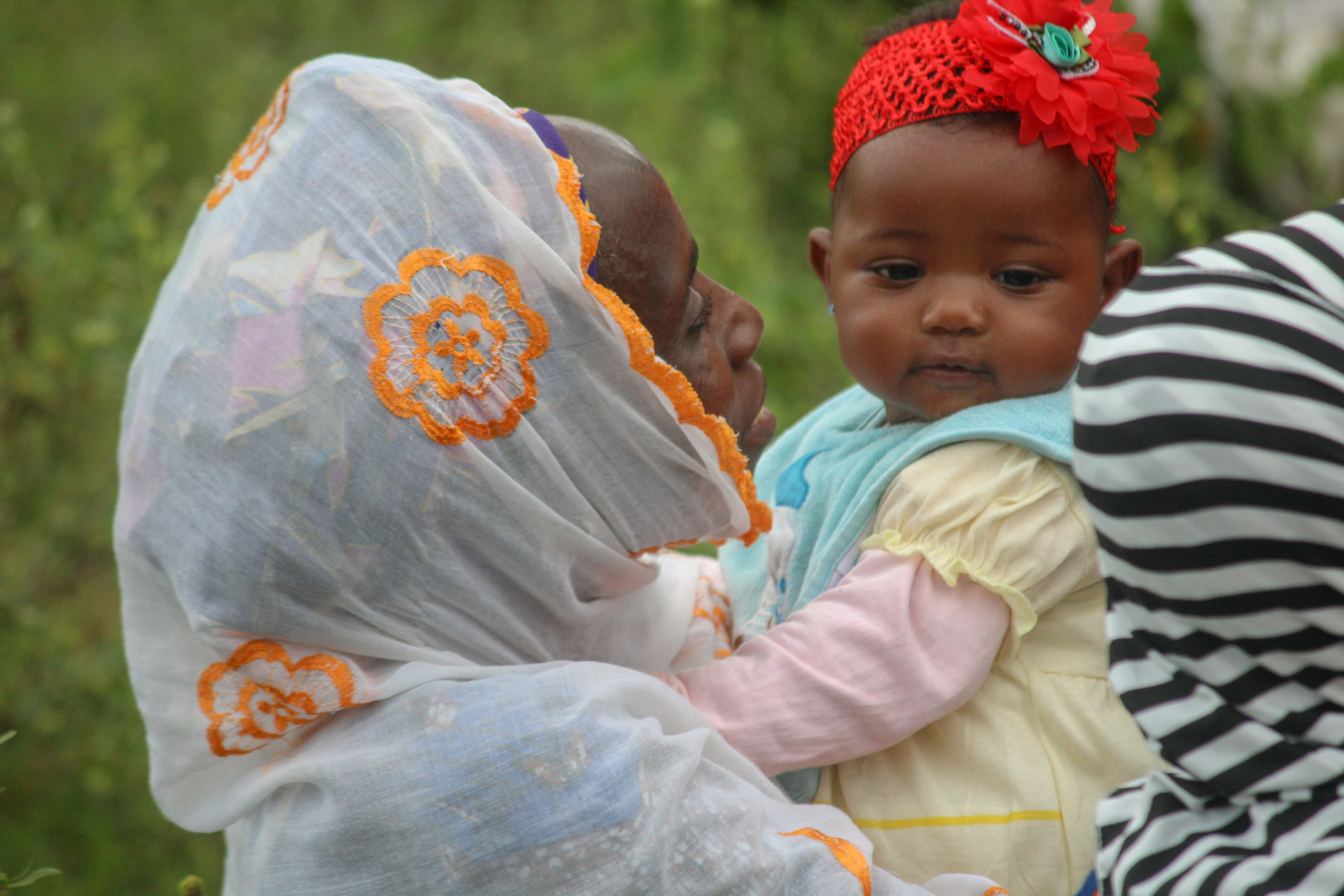
Mére et bébé à Dara-méré

## Population
La population de téliré est estimée à 21 651 en 2020.
La sous-préfecture de Téliré est à l'origine habitée par les djalonkés puis les peulhs et les diakankés.

## Santé

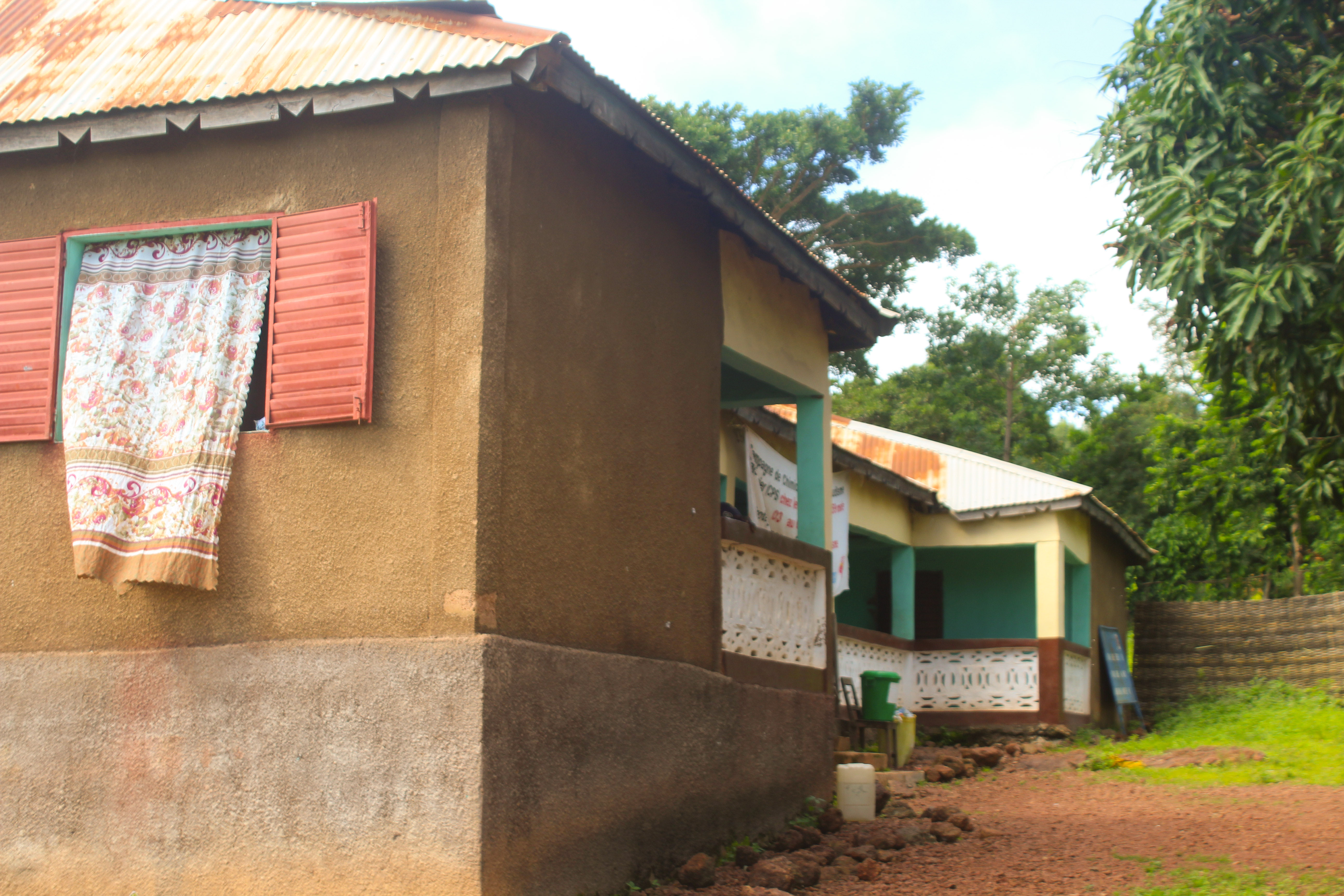
Centre de santé de Téliré

La sous-préfecture à 3 centres de santé notamment à Téliré centre depuis 1994, à kambaya et Daroussalam
Chaque district a un poste de santé au moins.
| N° | Poste de sante       | District | Date de création |
| -- | -------------------- | -------- | ---------------- |
| 01 | P/S Daramere         | Daramere |                  |
| 02 | P/S Aykoun           | Aykoun   |                  |
| 03 | P/S Baytoulaye       |          |                  |
| 04 | P/S Daresalam        |          |                  |
| 05 | P/S Diamiou          |          |                  |
| 06 | P/S Singueli         |          |                  |
| 07 | P/S Meliya           |          |                  |
| 08 | P/S Dara Madina      |          |                  |
| 09 | P/S Madina Diganadji |          |                  |
| 10 | P/S Kambaya          |          |                  |
| 11 | P/S Missira dara     |          |                  |

## Subdivision administrative

### Districts
Téliré est érigée en sous-préfecture en 1983 et compte aujourd'hui dix districts :
Darousalam, Singuely, Dara-méré, Téliré centre, Madina digannagui, Meliya, Missira  hamdallaye, Kambaya, Diamiou et Aykoun.

### Secteurs
Chaque district de Télire comptes des secteurs :
| N° | Districts          | Secteurs                                                       |
| -- | ------------------ | -------------------------------------------------------------- |
| 01 | Darousalam         | Darousalam centre, Dohoun netéré et Boussoura                  |
| 02 | Singueli           | Senguely Centre, Doghol Missira et Leycere redou felo          |
| 03 | Daramere           | Dara-méré Centre, Kansala et Baytillaye                        |
| 04 | Téliré centre      | Telire Centre, Djogoma, Sinthourou, Diohere et N'Danta Halwaré |
| 05 | Madina Digannadji  | Madina Centre, Cosso, Lombel et Sorodo                         |
| 06 | Meliya             | Meliya Centre, Tadia et Dara Madina                            |
| 07 | Kambaya            | Kambaya Centre, Hounsire, Bagnan et Finfinta                   |
| 08 | Aykoun             | Aikoun Centre, Haousa et Doumoun                               |
| 09 | Missira Hamdallaye | Missira Dara Centre, Samikouta et Keinkein.                    |
| 10 | Diamiou            | Diamiou centre, Foyteré et Saré                                |

## Personnalités liées à la ville
- Binette Diallo (1991- ), musicienne guinéenne.